# Titus De Voogdt
Titus De Voogdt (Gent, 4 juli 1979) is een Vlaamse acteur.

## Biografie
Hij behaalde het diploma Meester in de Beeldhouwkunst aan het Sint-Lukas in Gent.
Hij startte zijn acteercarrière in Bernadetje (Victoria), Mijn Blackie (HETPALEIS & Nieuwpoorttheater) en Achter de wereld (BRONKS).
Bij Compagnie Cecilia speelde hij mee in Trouwfeesten en processen, Broeders van Liefde en Altijd Prijs.
Op het witte doek was hij te zien in o.a. Any Way the Wind Blows (realisatie Tom Barman), als Steve in Steve + Sky (realisatie Felix Van Groeningen), in Ben X (Nic Balthazar) en Small Gods (Dimitri Karakatsanis).
In 2012 was hij te zien in Plan B op VIER waar hij een eigen rubriek had.

## Theater
- Maria Eeuwigdurende Bijstand (2005)
- Trouwfeesten en processen (2006)
- Broeders van liefde (2008)
- Schöne blumen (2010)
- Altijd prijs (2010)
- De pijnders (2011)
- Vorst Forest (2011)
- De Geschiedenis van de Wereld (2013)
- duikvlucht (2013-2014)
- Poepsimpel (2016)
- Cabane (2017)
- Chasse Pattate (2017)
- Craquelé  (2019)
- De jager-verzamelaar (2022)
- Genesis (2024)
- Edelweiss Piraten (2024)
- Parkplatz (2024)

## Televisie
- Recht op Recht (2000) - als Mike
- Flikken (2005) - als Jeroen Van Parijs
- Code 37 (2009) - als Gert Moreels
- Aspe (2010) - als John Van Damme
- Plan B (2012) - als zichzelf
- Witse (2012) - als Hans Michiels
- De Ridder (2014) - als Bart Rombouts
- Aspe (2014) - als Bart Van Brussel
- In Vlaamse velden (2014) - als dokter
- The Missing (2014) - als Vincent Bourg
- Coppers (2016) - als Nick
- De Dag (2018) - als Elias De Sutter
- De twaalf (2019) - als Mike
- Niets Te Melden (2020) - als rechercheur
- Beau Séjour (2021) - als agent Vinnie Scheepers
- Mijn Slechtste Beste Vriendin (2021-2022) - als William Jacobs
- F*** You Very, Very Much (2021) - als Lennard
- 1985 (2023) - als Philippe Debels
- De Verraders: De Ronde Tafel (2024) - als grote fan

## Films
- Any Way the Wind Blows (2003) - als Felix
- Steve + Sky (2004) - als Steve
- Firmin (2007) - als overvaller
- Ben X (2007) - als Bogaert
- Small Gods (2007) - als David
- Nowhere Man (2008) - als Jean-Marc
- 22 mei (2010) - als Nico Degeest
- Welp (2014) - als leider Kris
- Broer (2016) - als Ronnie Ovaere
- Belgica (2016) - als inspecteur Van Beveren
- King of the Belgians (2016) - Carlos
- La confession (2016) - als Aaron Silman
- Charlie en Hannah gaan uit (2017) - als Gijs
- Rosie & Moussa (2018) - als papa van Rosie
- The Barefoot Emperor (2019) - als Carlos De Vos

- Bibliothèque nationale de France: cb150623650 (data)
- Gemeinsame Normdatei: 1023238594
- International Standard Name Identifier: 0000 0003 5452 9279
- MusicBrainz: fcaed5d8-7bb2-48ca-a3ed-64dc52476325
- Virtual International Authority File: 39664850
- WorldCat: E39PBJv8FHyCy6W9GwXqh6DH4q